# Plectris quinqueflabellata
Plectris quinqueflabellata är en skalbaggsart som beskrevs av Moser 1926. Plectris quinqueflabellata ingår i släktet Plectris och familjen Melolonthidae. Inga underarter finns listade i Catalogue of Life.